# رضا استادی
رضا استادی مقدم تهرانی (زادهٔ ۱۳۱۶ در تهران)، روحانی و سیاستمدار ایرانی است. وی نماینده دوره‌های سوم و چهارم مجلس خبرگان رهبری از استان تهران، عضو شورای نگهبان از مرداد سال ۱۳۷۸ تا زمان استعفا در مرداد ۱۳۸۷ (دوره پنجم شورای نگهبان) و سخنگوی شورای نگهبان از سال ۱۳۷۸ تا ۱۳۸۰، امام جمعه موقت قم از فروردین ۱۳۸۵ تا فروردین ۱۳۹۲، عضو شورای عالی مدیریت حوزهٔ علمیهٔ قم و عضو جامعهٔ مدرسین حوزهٔ علمیهٔ قم است.

## تالیفات
او به چاپ کتاب‌هایی چون میزان الطالب، چهارده جلد از تفسیر نور، التوازن الاسلامی، الحکومة الاسلامیة فی روایات الشیعة و چند جلد از تألیفات محمدعلی اراکی نظارت داشته‌است.